# Neutrik
Neutrik AG est un fabricant de connecteurs audio, vidéo informatique et fibre optique professionnelles basé à Schaan, Liechtenstein et fondé en 1975. Il est l'inventeur de nombreux standards de connecteurs, dont le speakon pour les haut-parleurs. La société fabrique également des appareils de mesure.
Neutrik dispose de filiales dans les principaux pays, et notamment en France.
Neutrik est un des fabricants phares du connecteur XLR (de 3 à 7 pôles).